# Cinostèrnids
Els Quinostèrnids (Kinosternidae), també anomenats tortugues de pantà, són una família de tortugues pròpies d'Amèrica, des dels Estats Units fins al nord de l'Argentina.

## Taxonomia
Subfamilia Kinosterninae
- Gènere Kinosternon
  - Kinosternon acutum (Gray, 1831)
  - Kinosternon alamosae (Berry & Legler, 1980)
  - Kinosternon angustipons (Legler, 1965)
  - Kinosternon baurii (Garman, 1891)
  - Kinosternon chimalhuaca (Berry, Seidel, & Iverson, 1997)
  - Kinosternon creaseri (Hartweg, 1934)
  - Kinosternon cruentatum (Duméril, Bibron i Duméril, 1851)
  - Kinosternon dunni (Schmidt, 1947)
  - Kinosternon flavescens (Agassiz, 1857)
  - Kinosternon herrerai (Stejneger, 1945)
  - Kinosternon hirtipes (Wagler, 1830)
  - Kinosternon integrum (Le Conte, 1854)
  - Kinosternon leucostomum (Duméril, Bibron i Duméril, 1851)
  - Kinosternon oaxacae (Berry i Iverson, 1980)
  - Kinosternon scorpioides (Linnaeus, 1766)
  - Kinosternon sonoriense (Le Conte, 1854)
  - Kinosternon subrubrum (Lacépède, 1788)
- Gènere Sternotherus
  - Sternotherus carinatus (Gray, 1855)
  - Sternotherus depressus (Tinkle & Webb, 1955)
  - Sternotherus intermedius Scott, Glenn & Rissler, 2017
  - Sternotherus minor (Agassiz, 1857)
  - Sternotherus peltifer (Smith & Glass, 1947)
  - Sternotherus odoratus (Sonnini & Latreille, 1802)

Subfamilia Staurotypinae
- Gènere Claudius
  - Claudius angustatus (Cope, 1865)
- Gènere Staurotypus
  - Staurotypus salvinii (Gray, 1864)
  - Staurotypus triporcatus (Wiegmann, 1828)

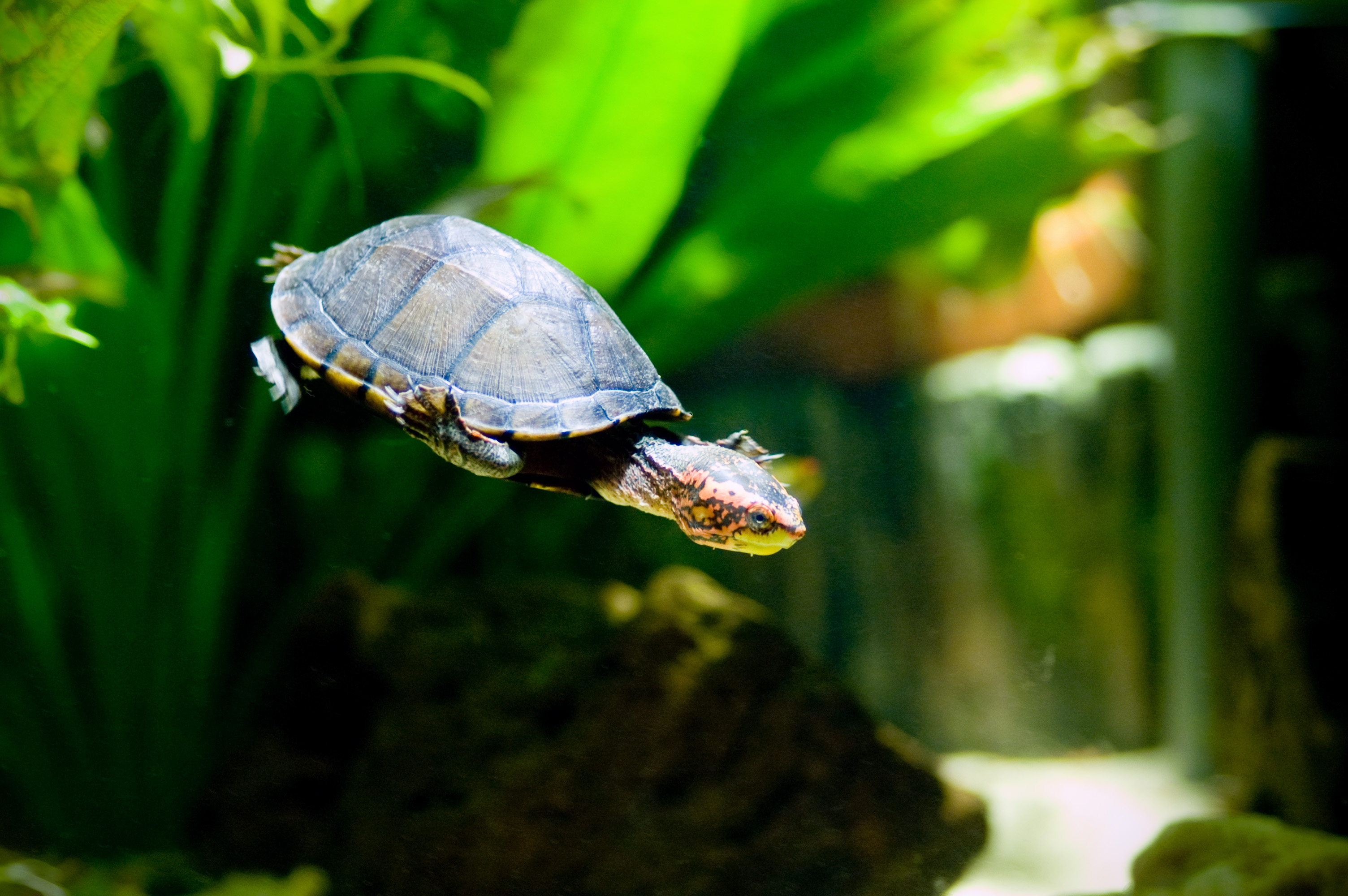
Kinosternon cruentatum